# Traitement antirétroviral hautement actif
 (mars 2025).
Si vous disposez d'ouvrages ou d'articles de référence ou si vous connaissez des sites web de qualité traitant du thème abordé ici, merci de compléter l'article en donnant les références utiles à sa vérifiabilité et en les liant à la section « Notes et références ».
Un traitement antirétroviral hautement actif (TAHA), plus connu sous son sigle anglais HAART (pour Highly active antiretroviral therapy) désigne couramment les polythérapies d'antirétroviraux luttant contre le virus de l'immunodéficience humaine (VIH). Ce type de traitement a été mis point à partir des années 1990 à la suite de la mise sur le marché de plusieurs médicaments contre le VIH.
Les HAART se sont révélés très efficaces dans la lutte contre le VIH, réduisant considérablement sa morbidité. Mais ils ne sont pas un traitement définitif empêchant l'apparition du stade sida.